# واهه بادالیان
واهه رومیکی بادالیان (ارمنی: Վահե Ռոմիկի Բադալյան؛ زادهٔ ۳۰ آوریل ۱۹۷۰) یک کارآفرین و انسان‌دوست ارمنی‌تبار اهل تاجیکستان است. 

## زندگینامه
وی در ۳۰ آوریل ۱۹۷۰ در دوشنبه به دنیا آمد و از دانشگاه پزشکی دولتی ایروان فارغ‌التحصیل شد.